# Верхнетуринский завод
Верхнетури́нский (изначально — Тури́нский) чугуноплави́льный и железоде́лательный заво́д — металлургический завод на Среднем Урале, основанный в 1730-е годы. Входил в состав Гороблагодатского горного округа, после постройки в 1766 году Нижнетуринского завода стал именоваться Верхнетуринским. В советские годы преобразован в Верхнетуринский машиностроительный завод.

## История

### Основание и первые годы
В 1735 году были открыты залежи высококачественной железной руды горы Благодать. В 1736 году по распоряжению В. Н. Татищевым началось строительство металлургического завода на реке Туре, в 9 верстах к северу от Кушвинского завода. Указ о строительстве завода был издан позднее, 18 октября 1737 года. Строительство шло медленно из-за отдалённости выбранного места от промышленных центров. Завод был запущен в сентябре 1739 года и сначала назывался Туринским. После постройки в 1766 году Нижнетуринского завода стал называться Верхнетуринским.
3 марта 1739 года Анна Иоанновна передала гору Благодать и недостроенные Кушвинский и Верхнетуринский заводы во владение ставленнику Э. И. Бирона, барону К. фон Шёмбергу. Татищев был отстранён от управления горной промышленностью. За три года частного управления Шёмберг закончил постройку Кушвинского и Верхнетуринского завода за счёт казённых ссуд, приписных крестьян и выписанных из Саксонии мастеров. После очередного дворцового переворота на престол взошла Елизавета Петровна, после чего Шёмберг был арестован и выслан из России, а Гороблагодатские заводы в 1742 году снова были переданы в казённое управление.
Первоначально Верхнетуринский завод специализировался только на переработке чугуна Кушвинского завода. В 1750 году в состав завода входила кричная фабрика на 9 молотов. В 1745 году на заводе числилось 287 мастеровых и работных людей и 1208 приписных крестьян (вместе с Кушвинским заводом). Готовая продукция доставлялась на Ослянскую пристань на реке Чусовой для отправки водным путём в Центральную Россию. Топливной базой служила заводская дача площадью в 118 476 десятин, в том числе 98 720 десятин лесных угодий. Основной рудной базой завода было Гороблагодатское месторождение.
Указом Сената от 10 мая 1754 Верхнетуринский завод в числе Гороблагодатских заводов перешёл во владение графа П. И. Шувалову. Под его управлением на заводе была построена доменная печь, число молотов увеличено до 11. В 1760 году было произведено 111 тыс. пудов чугуна и 71,9 тыс. пудов железа, что вывело Верхнетуринский завод в лидеры уральской металлургии того времени. По просьбе Шувалова число приписных крестьян при заводе было увеличено втрое. Но в итоге Шувалов нарастил существенные долги за заводами, в результате чего 15 ноября 1763 года они были вновь возвращены в казну, во владении которой оставались до 1917 года.
В 1760-70-е годы на заводе были запущены в эксплуатацию ещё две домны, но постоянно из 3-х печей работали 1 или 2. Число кричных молотов к началу 1780-х годов сократилось до 4. В 1770 году завод произвёл 252,6 тыс. пудов чугуна, в 1780—258, в 1800—269,4, в 1806—280,9. Производство железа составляло в 1790 году — 17,2 тыс. пудов, в 1800 — 14,5. Также для военных и морских ведомств в 1784—96 годах было отлито более 3,7 млн чугунных артиллерийских снарядов общим весом в 65,6 тыс. пудов, в 1786—89 годах и 1793 году был изготовлен 321 якорь общим весом в 2,9 тыс. пудов. Помимо этого в 1793—94 годах на заводе отливались лафетные колёса.
В 1797 году оборудование завода включало в себя 3 доменных печи, кричную фабрику с 6 горнами и 2 молотами, якорную фабрику с 3 горнами и 1 молотом и колотушечную фабрику с 2 горнами и 1 молотом, кузницу с 4 ручными горнами и пильную мельницу. В 1799 году на заводе числилось 243 мастеровых и работных людей и 7483 приписных крестьян.

### XIX век
В 1807 году земляная плотина заводского пруда имела длину 554,7 м, ширину в нижней части 64 м, в верхней — 42,7 м, высоту 8,5 м. Работа доменных печей обеспечивалась 16 деревянными цилиндрическими мехами с приводом от 4 водяных колёс. Потребление руды в сутки составляло от 900 до 1000 пудов, выход чугуна составлял от 51 до 55 %.
В 1811 году из-за обострения политической обстановки в Европе Верхнетуринский завод получил крупный заказ на изготовление пушек. Из 60 отлитых орудий 57 были забракованы при испытаниях. Безуспешные опыты по отливке орудий производились позднее, в 1820—1823 годах. В 1820—1830-е годы была проведена частичная реконструкция завода. Высота доменных печей с 9,2 м была увеличена до 13,5 м, были установлены новые литейные печи-вагранки, прекращено кричное производство. С 1833 года было организовано производство артиллерийских орудий. В 1850-е годы доменные печи были реконструированы и переделаны на двухфурменные, их высота была увеличена до 15,6 м. Также были установлены более мощные воздуходувки. В результате этих мероприятий выплавка чугуна возросла до 417 тыс. пудов в 1856 году и 547,7 тыс. в 1857 году.
В годы Крымской войны производство артиллерийских орудий и снарядов возросло более чем в 2 раза. В 1857—58 годах были построены 4 отражательные печи, позволившие увеличить отливку орудий до 40—50 тыс. пудов в год. В 1859 году на заводе было произведено 339,9 тыс. пудов чугуна, 49,4 тыс. пудов орудий, 20,7 тыс. пудов снарядов и 45,1 тыс. пудов припасов и изделий. В 1860 году было выплавлено чугуна 307,3 тыс. пудов, отлито орудий 41,4 тыс. пудов, снарядов — 2,1 тыс., валков — 6,7 тыс. пудов. На заводе числилось 1565 рабочих и мастеровых.
В 1861—1865 годах завод подвергся существенной реконструкции. Была практически заново перестроена плотина, в 1864 году возведена доменная печь эллиптической формы системы Рашета с новой воздуходувкой, снабжённой паровым двигателем в 80 л. с. и металлическим водяным колесом такой же мощности. В 1866—1867 годах была построена вторая доменная печь системы Рашета и установлены ещё 2 паровые машины. На новых печах суточная производительность возросла на 30 %, себестоимость чугуна снизилась на 19 %. В 1862—1864 годах велись опыты по бессемерованию чугуна для производства стальных снарядов, но в 1864 году были прекращены. Отлитая в 1865 году по американской технологии 60-фунтовая пушка при испытании на продолжительность стрельбы боевыми зарядами показала рекордный результат в 3500 выстрелов. С постройкой Пермских чугунопушечного и сталепушечного заводов и ввиду удалённости Уральских заводов и отсутствии железнодорожной сети с 1867 года выпуск пушек на Верхнетуринском заводе был полностью прекращён, было сохранено только производство артиллерийских снарядов.
В 1870-е годы завод переживал период застоя, деньги выделялись только на поддержание производства. В начале 1880-х годов на заводе были построены 2 паровые воздуходувки общей мощность в 200 л. с., водяная турбина Жонваля в 80 л. с.. В 1880 и 1883 годы две доменные печи были переведены на горячее дутьё. В 1884 году была запущена четвёртая доменная печь, в 1893 году все доменные печи были переведены на горячее дутьё. В 1880 году выплавка чугуна составила 417,4 тыс. пудов, в 1885 — 484,6, в 1890 — 595,7, в 1895 — 834,1. Производство артиллерийских снарядов составило в 1880 году — 73,2 тыс. пудов, 1884 — 109,6, 1890 — 93,7, 1895 — 83,8. Кроме того, завод снабжал чугуном Камские казённые заводы. В 1900 году оборудование завода состояло из 4 доменных печей, 1 воздуходувной машины, 3 воздухонагревательных аппаратов, 4 вагранок, 3 отражательных печей, 5 кузнечных и якорных горнов, 5 водяных колёс общей мощность в 180 л. с. и 1 паровой машины в 120 л. с. Общий штат составлял всего 1756 человек.

### XX век
Согласно программе переустройства казённых заводов в 1899—1901 годах на заводе была построена новая доменная печь № 2, в 1901—1904 годах капитальному ремонту подверглись доменные печи № 3 и № 4, установлена новая воздуходувная машина и 3 воздухонагревателя Каупера. В 1900—1903 годах были реконструированы литейная и механическая фабрики, в 1902—1905 годах были построены 2 рудообжигательные печи Вестмана. Из-за экономического кризиса и падения спроса две доменные печи были временно остановлены, выплавка чугуна снизилась с 631,8 тыс. пудов в 1900 года до 258,8 тыс. пудов в 1901 году и 263,8 тыс. пудов в 1903 году. К 1 января 1904 года на складах завода скопилось 899,4 тыс. пудов товарного чугуна. С 1904 года объёмы производства начали расти. В 1904 году было произведено 661,3 тыс. пудов чугуна, в 1909—645,9, в 1912—836,5, в 1913—745,5.
После запуска в 1906 году на Кушвинском заводе мартеновской печи, 12 ноября 1907 года на Верхнетуринском заводе под руководством В. А. Петрова началось строительство прессовой фабрики для изготовления стальных снарядов проектной мощностью 60 тыс. снарядов в год. Фабрика была запущена 19 января 1909 года. В 1911 году на заводе было произведено 72,1 тыс. пудов чугунных снарядов и 22,4 тыс. пудов стальных снарядов, а также 42,6 тыс. пудов чугунных изделий (валков, изложниц и др.). На международной выставке артиллерийских боеприпасов в Омске в 1911 году продукция завода была удостоена Большой золотой медали. В 1911 году штат завода состоял из 1858 рабочих.
В годы Первой мировой войны выплавка чугуна на заводе увеличилась, а после Революции стала падать. В 1916 году было выплавлено 761,5 тыс. пудов, 1917—242,2, 1918—179. Две прессовые фабрики выпускали в месяц до 40 тыс. 6-ти дюймовых снарядов, из них 30 тыс. отделывались на самом заводе, а остальные отправлялись для отделки на Баранчинский завод. Производство снарядов составляло в 1914 — 24 508 шт., в 1915—104 790, в 1916—169 673. Численность рабочих в 1914 году составляла 3080 человек, в 1917 году — 7590.
6 марта 1917 года в заводском посёлке был создан Совет рабочих, крестьянских и солдатских депутатов. 26 октября 1917 года Совет взял власть в свои руки, а управлять заводом стал Деловой совет. Завод был переведён на производство запасных частей для товарных вагонов. В 1918 году с началом Гражданской войны завод был остановлен. С 1 декабря 1918 года до середины июля 1919 года заводской посёлок находился в руках белогвардейцев. После войны завод перешёл на ремонт паровозов, изготовление металлических частей вагонов, вагонных приборов и изложниц. Доменное хозяйство было изношено, в 1920 году одна из доменных печей была задута, но после выплавки 1562 т чугуна была остановлена. В 1922 году прекратился ремонт паровозов и изготовление металлических частей для вагонов. Завод был перепрофилирован в чугунолитейный и механический. В 1922—23 годы занимался отливкой качественных вагонных колёс для обеспечения Богословской железной дорогй. Но из-за отсутствия сырья это производство также было остановлено.

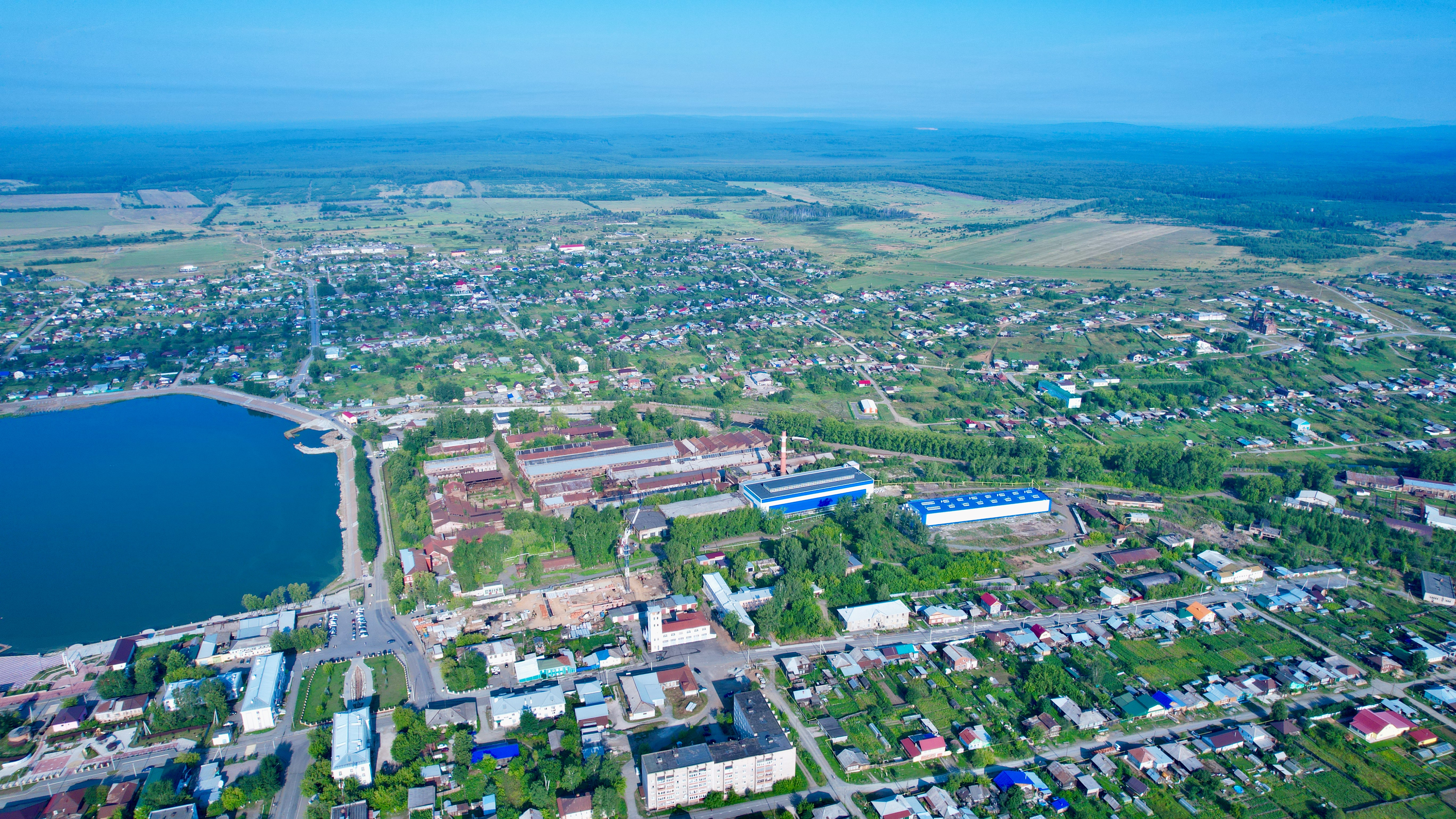
Вид на Верхнетуринский машиностроительный завод, 2022 год

В 1923—24 годах завод находился на консервации. В 1925—26 годах было возобновлено производство чугуна и боеприпасов, капитально отремонтированная домна была переведена на минеральное топливо. Руда поступала из Магнитогорска и из Нижнего Тагила — с Высокогорского и Лебяжинского рудников. Сталь для производства боеприпасов поступала с Кушвинского и Надеждинского заводов. В 1927—28 годах на заводе было занято 1150 рабочих и служащих.
Производство чугуна составляло в 1925—26 отчётном году — 14 365 т, в 1926—27 — 19 817, в 1927—28 — 22 081. Из-за нерентабельности производство чугуна в 1935 году было окончательно прекращено, завод был перепрофилирован на освоение и выпуск боеприпасов для артиллерии. В предвоенные годы завод производил высокоточные роликовые подшипники для эскалаторов московского метро.
В годы Великой Отечественной войны завод был полностью переведён на выпуск артиллерийских снарядов. На заводе было занято до 7,5 тыс. рабочих. В послевоенный период завод выпускал лебёдки, запарники, плуги, лесопосадочные машины, молотовые дробилки, запасные части к тракторам и другой сельскохозяйственной технике, зернопогрузчики «АПП-125» и «ЗПС-60». С 1945 по 1980 год на заводе производились запасные части к тракторам ДТ-54, с 1961 по 1967 год — автопогрузчики, с 1972 по 1978 год — бытовые мясорубки.
В 1948—1952 годы была осуществлена реконструкция литейного производства, было обновлено кузнечно-прессовое оборудование, увеличена мощность энергетического хозяйства, реконструирована плотина. С начала 1970-х годов завод начал выпускать товары массового спроса: мясорубки (до 270 тыс. штук в год), печи для выпекания фасонного печенья, сувенирные свечи и другие. С 1970 года завод стал рентабельным. В 1987 году завод был награждён орденом Трудового Красного Знамени. Переименован в Верхнетуринский машиностроительный завод.

## Санкции
23 февраля 2024 года Верхнетуринский завод включён в блокирующий санкционный список США как «выпускающий артиллерийские снаряды, осветительные снаряды, корпуса ракет "Град"». Ранее, в марте 2023 года, завод был включён в санкционный список Украины по аналогичному основанию.